# Norman Sleep
Norman H. Sleep é um geofísico estadunidense. É professor da Universidade Stanford.

## Prêmios e condecorações
Sleep recebeu diversas condecorações e prêmios:
- 1980 Medalha James B. Macelwane da União de Geofísica dos Estados Unidos
- 1980 Membro da American Geophysical Union
- 1984 Membro da Sociedade Geológica da América
- 1991 Prêmio George P. Woollard da Sociedade Geológica da América
- 1993 Membro da Associação Americana para o Avanço da Ciência
- 1997 Medalha Wegener da European Geosciences Union
- 1998 Medalha Walter H. Bucher da União de Geofísica dos Estados Unidos
- 1999 Membro da Academia Nacional de Ciências dos Estados Unidos
- 2008 Medalha Wollaston da Sociedade Geológica de Londres

## Obras
- Norman H. Sleep und Kazuya Fujita: Principles of Geophysics. John Wiley and Sons, 1997, ISBN 978-0-86542-076-2.